# 국가기술자격
국가기술자격(國家技術資格)은 국가나 지방자치단체, 공공기관에서 관리하는 자격제도 정책이다.

## 같이 보기
- 한국산업인력공단
- 대한상공회의소
- 자격증